# アドラーブル
アドラーブル（欧字名:Adorable、1989年3月28日 - 2005年4月23日）は、日本の競走馬、繁殖牝馬。
1992年の優駿牝馬（オークス）（GI）を優勝した。

## デビューまで

### 誕生までの経緯
エコルシュは、アメリカで生産された牝馬である。父はビッグスプルース、母は1983年ユナイテッドネーションズハンデキャップ（G1）などを制したアカロイドの全妹アイドモンだった。そのままアメリカでデビューしたエコルシュは、21戦5勝という成績を残して引退。この後は、日本の競走馬生産者である社台ファームに購入され、1988年1月に日本に渡り、北海道千歳市の社台ファームに繁殖牝馬として繋養された。
繁殖牝馬としての初年度から、同じように輸入されて社台で繋養されている種牡馬ノーザンテーストと交配する。ノーザンテーストは、既にダイナガリバーやアンバーシャダイなどの大レースを優勝した産駒を多数輩出しており、リーディングサイアーに輝くなど日本の上級種牡馬であった。そして1989年3月28日、北海道千歳市の社台ファームにて、初仔となる栗毛の牝馬（後のアドラーブル）が誕生する。
エコルシュは、この後もノーザンテーストとの交配を重ねて、この初仔の全弟妹を育む。そのうち全弟で2番仔のノーザンレインボーは、1998年中山大障害（春）を優勝することになる。

### 幼駒時代
初仔となる栗毛の牝馬は、初仔にもかかわらず体高があり、大柄で丈夫な身体の持ち主だった。しかし薄手な母エコルシュを受け継いで、体重が軽かった。社台の獣医師尾形重和によれば「体の細い薄手の馬で、これといって目立っていたわけじゃない」と回顧している。食欲を欠いたことなく、食べ残しもしなかったが、いかんせん体重だけは充実しなかった。おまけに気性が激しかった。「カァーとなる気性」（厩舎スタッフの長谷川）や頻繁に蹴ったりするなど、うるさい面があった。社台代表の吉田照哉は「カリカリしたところがあったから、そのへんが災いして肥えなかったのかも知れない」と回顧している。3歳となって筋肉が成長しても、体はあまり大きくならず「400キロあるかないか」（尾形）に留まっていた。激しい気性、小柄な身体でも仕上がりは早かった。一度だけ剥離骨折となったが、それ以外は順調に過ごしていた。
そんな初仔は、栗東トレーニングセンター所属の調教師である小林稔に見出された。そして小林の仲介により、馬主である根岸治男が所有のもと競走馬としてデビューすることになった。この初仔は、根岸が初めて所有する競走馬だった。
根岸は、資格を得たばかりの新人馬主だった。東京都東大和市で「根岸計算センター」を営む公認会計士の根岸は、日本中央競馬会の美浦トレーニングセンター、栗東トレーニングセンターの厩舎が顧客であり、いくつかの厩舎の経理を顧問する立場を務めていた。警備の厳しい美浦や栗東への訪問には、入場門での面会受付などの手続きがあり、そして何より入場時間に制限があった。このため多数の顧客を抱えて多忙の根岸にとって、厩舎訪問は、とても煩わしかった。しかしある時、その煩わしさを小林に打ち明けると、小林は、合法的にトレーニングセンターを自由に出入りできる方法を教える。根岸に馬主資格の取得するように進言していた。
根岸は、午年の1942年生まれで縁があり、馬好きだったことから、馬主になる願望は確かに存在した。ただ馬主になるだけの器や資金力はないと自認して、馬主になるための能動的な行動をしていなかった。しかし小林の打診を了承して資格を申請する。小林が申請等すべてを取り計らって、資格取得を叶えていた。根岸が資格を失わないためには、競走馬を所有しなければならなかったが、小林はそれも手ほどきしていた。小林は、根岸を慮り、値段が高く、大成せずに引退すればそれ以上の価値を生み出さない牡馬ではなく、値段が安く、引退しても繁殖牝馬として先々の楽しみができる牝馬を選んでいた。その牝馬が「エコルシュの初仔」だった。この初仔を小林は「血統馬の割には、比較的安値で」（井口民樹）仕入れていたという。
3歳となったその初仔は、栗東の小林厩舎に入厩する。そして厩舎にて初めて所有馬を見た根岸は「栗毛がすばらしくきれいに見えました」と回顧している。根岸は、この「すばらしい」から着想を得て、辞書を用いてフランス語に行き着いていた。初仔には、フランス語で「すばらしい」を意味する「アドラーブル」という競走馬名が充てられる。アドラーブルは、厩舎に行っても気性は相変わらずで、調教助手を振り落とすほど激しかったという。

## 競走馬時代

### クラシックまでの道程
3歳夏、1991年7月13日、新潟競馬場の新馬戦（芝1000メートル）でデビューする。小林は長距離向きと判断していたが、適当なレースがなかったために短距離に参戦していた。塩村克己が騎乗し、不良馬場の中、2番人気で出走。スタートから先行した。ユニオンボーイと並んで2頭で逃げる形となったが、直線でユニオンボーイを単独先頭、そして千切って独走となった。後方に6馬身差をつけて決勝線に到達、そしてレコードタイムタイでの初出走初勝利だった。
この勝ちっぷりでクラシック相当の器があると判断した小林は、北海道へ遠征させて、7月28日の札幌3歳ステークス（GIII）に挑戦させる。中1週での参戦の強行策となる中、評判馬が揃うなかで2番人気だった。スタートから先行、ハイペースを追走して直線に向いていたが、それ以降は伸びず9着となった。4番人気ニシノフラワーにレコード駆けを許す初敗戦となった。この挑戦の後は、一旦仕切り直す休養。翌年のクラシックを見据えた門別町の白井牧場で4か月を過ごした。
12月1日の条件戦、ダート1200メートルで復帰する。若手の松永幹夫が騎乗して臨んだが、ダートを嫌がって走らず、3着敗退だった。年をまたいで4歳、1992年は1月6日の紅梅賞（OP）では芝に戻される。松永が他を選んだため、ベテランの村本善之が騎乗する。これ以降、引退まで鞍上は村本で固定となった。コンビ結成初戦は8番人気という評価で2着だった。
ここまで勝ちあぐねて1勝に留まり、間近に迫るクラシックへの参戦が危うい立場となっていた。そのため陣営は、クラシック戦線に加わるために、不得手のダートに強行する。2月2日の寒桜賞（500万以下）に臨み、1番人気となった。しかし後方追走するだけの7着。強行実らず1勝のまま、牝馬クラシック第一弾の桜花賞を1か月前の3月に達していた。
続いて3月15日、「桜花賞指定オープン」であるチューリップ賞（OP）に参戦する。この時期で1勝馬のアドラーブルが、クラシックの桜花賞に正しく参戦するには、ここで2着までに入り、優先出走権を得ること以外に、選択肢が残されていなかった。ただし一度札幌で敗れたニシノフラワーが立ちはだかった。ニシノフラワーは無敗だった。それに札幌3歳ステークスの後、デイリー杯3歳ステークスや阪神3歳牝馬ステークスを連勝で優勝して、世代の最優秀3歳牝馬に君臨して、桜花賞の最有力候補となっていた。早々にクラシック出走を確定させて、優先出走権取得に躍起になる必要はない前哨戦だった。それでも抜けた1番人気となっていた。対して何としても2着以内を目指すアドラーブルは、単勝オッズ14.8倍の3番人気だった。新馬戦勝利時と同じように、雨が降る中での稍重馬場での発走だった。
大外枠からスタートして、後方待機。前方のニシノフラワーを見ながらの追走となった。最終コーナーにて、ニシノフラワーが他の馬からきつくマークされて、進路を見出せていなかった。一方のアドラーブルは、進路を確保して末脚を用いて追い上げを開始。伸びあぐねるニシノフラワーを、外側からかわし、先行馬も吸収して先頭を奪取、そして独走状態を作り上げていた。勝負所で不利を被ったニシノフラワーは、後れて追い上げを開始し、アドラーブルに迫ってきた。しかし既にセーフティリードを保った独走となっており、アドラーブルの先頭が脅かされることはなかった。ニシノフラワーよりも3馬身半先に決勝線に到達する。無敗のニシノフラワーを初めて負かしたうえに、桜花賞の優先出走権を獲得していた。

### 桜花賞
4月12日、桜花賞（GI）でクラシック参戦を果たす。チューリップ賞では、ニシノフラワーに3馬身半差をつけて下したアドラーブルだったが、この一戦だけでニシノフラワーの立場が揺らぐことはなかった。実力ではニシノフラワーに分があり、チューリップ賞の敗因は、直線の不利や、騎乗した佐藤正雄のミスが重なったためと考えられていた。しかもこの敗戦の後、佐藤は自ら降板を申し出て、本番では河内洋に乗り替わっていた。河内は、これまで桜花賞をメジロラモーヌやアラホウトク、アグネスフローラで戴冠するなど、牝馬、桜花賞の騎乗に定評がある騎手だった。ニシノフラワーは、前哨戦で敗れたことで本命不在の混戦ムードが高まっていたが、河内への乗り替わりで信頼を取り戻すなどして、1番人気を守っていた。オッズは単勝オッズ2.3倍だった。対するアドラーブルは、ニシノフラワーほど信頼されず、14.7倍の6番人気に過ぎなかった。両者の間を埋めたのは、サンエイサンキューやディスコホール、エルカーサリバー、ダンツセントーだった。
6枠11番から良いスタートを切って8、9番手に位置、内側から先行したニシノフラワーの後方外側を追走した。第3コーナーから外側を通って追い上げ、ニシノフラワーの背後を早めに確保。最終コーナーをニシノフラワーの半馬身前に置きながら通過し、末脚でニシノフラワーに迫ろうとした。しかしニシノフラワーも末脚を発揮すると、反対に差を広げられていた。
置き去りにされたアドラーブルは、脚が止まり、ニシノフラワーに突き放される一方となっていた。終いにはラックムゲンに接近を許し、2着争いに巻き込まれたが、クビ差だけ守り、2着は確保。大一番でニシノフラワーに意趣返しをされる3馬身半差の2着だった。村本は後に「桜花賞も馬の能力は引き出したつもりですが、結果論になりますけど、やっぱりターゲットをニシノフラワーに絞りすぎたと思います。（中略）仕掛けのタイミングで着差は縮まっていたんじゃないか（後略）」と回顧している。

### 優駿牝馬
続いて5月24日、牝馬クラシック第二弾の優駿牝馬（オークス）（GI）に参戦し、再びニシノフラワーとの対決となった。2400メートルでもニシノフラワーの信頼は厚く、単勝オッズ3.0倍の1番人気となっていた。対するアドラーブルは、連勝中のキョウワホウセキや3戦2勝3着1回のタイコサージュに続く4番人気、単勝オッズ15.1倍だった。支持は集められなかったが、小林は適正距離が2000メートルから2400メートルだと認識していた。そのため、制覇の期待を込めて送り出していた。当日は晴れの良馬場だったものの、にわか雨がぱらつく一日だった。
1枠2番からスタート、最も内側を先行して中団を確保し、すぐ外側の隣にニシノフラワーを置く位置で追走した。スローペースで進む中、第3コーナーから後方で待機していたキョウワホウセキが外側を通ってまくるように進出。そしてコーナーの中間からニシノフラワーも進出して、馬群は凝縮していた。ニシノフラワーとキョウワホウセキ、そしてその他大勢が逃げ馬に接近、先頭が横一線になり、各々が仕掛け所を探しながら最終コーナーを通過していた。アドラーブルは、その馬群の2列目、ニシノフラワーの背後で我慢し、直線での勝負に賭けていた。村本は、アドラーブルを最も内側から徐々に外側に誘導し、大外に持ち出してからスパートを促した。
前方では、早めに抜け出していたニシノフラワーが失速、後退して代わりに大外から同じく早めに進出したキョウワホウセキが抜け出した。またサンエイサンキューが最も内側を突いて進出し、キョウワホウセキに並びかけて先頭は横一線になっていた。アドラーブルは、大外からスパートを開始。かわすべき相手を失速するニシノフラワーからキョウワホウセキらに切り替え、末脚を用いて接近する。やがて止まったキョウワホウセキに終いで並びかけ、差し切っていた。サンエイサンキューに半馬身、キョウワホウセキに1馬身、ニシノフラワーに約3馬身4分の3以上の差をつけ、先頭で決勝線に到達していた。
クラシック制覇、優駿牝馬戴冠を果たした。根岸は、初めての所有馬で優駿牝馬を戴冠する快挙を成し遂げた。また村本は、牝馬クラシック初優勝。1983年に20番人気のタイアオバで横一線の接戦に加わりながら、写真判定でダイナカールに及ばず2着となった後悔があったが、それを乗り越えた優駿牝馬初優勝だった。そして小林も初めてとなるクラシック優勝だった。当日のアドラーブルの馬体重は、410キログラムに過ぎず、出走メンバーの中でも最も軽かった。1971年カネヒムロの384キログラム、1978年ファイブホープの406キログラムに次いで史上3番目に軽い優駿牝馬優勝馬となっている。村本は、この優駿牝馬の後、風呂に入っているときに松永と対面していた。松永は「アドラーブルがここまでになるとは思わなかった」と述べていたという。
この後は、門別町の白井牧場で休養したが、休養中に豪雨に襲われた。おかげで牧場の坂路が使用不能となり、移動を余儀なくされている。移動先で腰を悪くするアクシデントに見舞われ、調整に遅れが生じた。秋は前哨戦のローズステークスで始動し、牝馬三冠最終戦のエリザベス女王杯を目指す予定だったが、ローズステークスに間に合わなかった。
11月15日のエリザベス女王杯（GI）に直行で参戦する。前哨戦で良績を残したエルカーサリバーやメジロカンムリ、ファンタジースズカ、サンエイサンキューが上位人気を占める一方で、アドラーブルは5番人気、ニシノフラワーは6番人気だった。先行して直線で追い込んだが、抜け出すことができなかった。同じ小林厩舎の17番人気タケノベルベットに、そしてメジロカンムリとニシノフラワーに敵わず4着だった。このエリザベス女王杯を最後に競走馬を引退した。この年のJRA賞では、最優秀4歳牝馬部門で票を得ているが、全176票中3票に留まり、受賞には至らなかった。

## 繁殖牝馬時代
競走馬引退後は、生まれ故郷の社台ファームではなく、門別町の白井牧場で繁殖牝馬となった。初年度からトニービンを連続して交配していた。このうち、1995年に生まれた2番仔となる牡馬、エモシオンは、1998年のすみれステークス（OP）を制してクラシック戦線に乗り、三冠競走を完走。皐月賞（GI）では4着、菊花賞（GI）では3着となった。翌1999年の京都記念（GII）を優勝し、重賞初勝利を果たした。アドラーブルはエモシオンのほかに、2003年までに10頭の産駒を産み、9頭が競走馬となった。そして8頭が勝ち上がりを果たしていた。2頭の牝馬を遺し、2005年4月23日に16歳で死亡した。

## 競走成績
以下の内容は、netkeiba.com並びにJBISサーチの情報に基づく。
| 競走日 | 競走日 | 競走日 | 競馬場 | 競走名           | 格   | 距離 （馬場） | 頭 数 | 枠 番 | 馬 番 | オッズ 人気） | 着順 | タイム        | 着差 | 騎手     | 斤量 [kg] | 1着馬 （2着馬）        | 馬体重 [kg] |
| ------ | ------ | ------ | ------ | ---------------- | ---- | ------------- | ----- | ----- | ----- | ------------- | ---- | ------------- | ---- | -------- | --------- | ---------------------- | ----------- |
| 1991.  | 07.    | 13     | 新潟   | 3歳新馬          |      | 芝1000m（不） | 10    | 5     | 5     | 03.3（2人）   | 01着 | 0:57.9 (34.8) | -1.0 | 塩村克己 | 53        | （ユニオンボーイ）     | 424         |
|        | 07.    | 28     | 札幌   | 札幌3歳S         | GIII | 芝1200m（良） | 14    | 7     | 11    | 07.4（2人）   | 09着 | 1:12.1 (38.2) | -1.6 | 塩村克己 | 53        | ニシノフラワー         | 422         |
|        | 12.    | 01     | 阪神   | 3歳500万下       |      | ダ1200m（良） | 12    | 8     | 12    | 10.1（3人）   | 03着 | 1:14.0 (37.7) | -0.3 | 松永幹夫 | 53        | タイドリーマー         | 422         |
| 1992.  | 01.    | 06     | 京都   | 紅梅賞           | OP   | 芝1200m（稍） | 16    | 6     | 11    | 20.1（8人）   | 02着 | 1:10.8 (34.9) | -0.2 | 村本善之 | 53        | コガネテスコ           | 424         |
|        | 02.    | 02     | 京都   | 寒桜賞           | 5下  | ダ1200m（重） | 14    | 3     | 3     | 02.2（1人）   | 07着 | 1:12.5 (36.7) | -1.3 | 村本善之 | 53        | ニシノオリビア         | 418         |
|        | 03.    | 15     | 阪神   | チューリップ賞   | OP   | 芝1600m（稍） | 14    | 8     | 14    | 14.8（3人）   | 01着 | 1:38.5 (37.8) | -0.6 | 村本善之 | 54        | （ニシノフラワー）     | 412         |
|        | 04.    | 12     | 阪神   | 桜花賞           | GI   | 芝1600m（良） | 18    | 6     | 11    | 14.7（6人）   | 02着 | 1:38.1 (38.7) | -0.6 | 村本善之 | 55        | ニシノフラワー         | 408         |
|        | 05.    | 24     | 東京   | 優駿牝馬         | GI   | 芝2400m（良） | 18    | 1     | 2     | 15.1（4人）   | 01着 | 2:28.9 (36.1) | -0.1 | 村本善之 | 55        | （サンエイサンキュー） | 410         |
|        | 11.    | 15     | 京都   | エリザベス女王杯 | GI   | 芝2400m（良） | 18    | 4     | 7     | 12.2（5人）   | 04着 | 2:27.8 (34.6) | -0.7 | 村本善之 | 55        | タケノベルベット       | 430         |

## 繁殖成績
|        | 生年   | 馬名               | 性 | 毛色 | 父                   | 馬主         | 管理調教師         | 戦績     | 備考                                                     | 供用 | 出典   |
| ------ | ------ | ------------------ | -- | ---- | -------------------- | ------------ | ------------------ | -------- | -------------------------------------------------------- | ---- | ------ |
| 初仔   | 1994年 | フサイチキャプテン | 牡 | 栗毛 | トニービン           | 関口房朗     | 小林稔（栗東）     | 4戦2勝   | 桑折特別（5下）優勝                                      | 抹消 | [ 41 ] |
| 2番仔  | 1995年 | エモシオン         | 牡 | 鹿毛 | トニービン           | 根岸治男     | 小林稔（栗東） →   | 21戦5勝  | 京都記念（GII）優勝 日経新春杯（GII）2着 菊花賞（GI）3着 | 抹消 | [ 38 ] |
| 3番仔  | 1996年 | サリーレ           | 牡 | 栗毛 | トニービン           | 根岸治男     | 小林稔（栗東） →   | 9戦2勝   | すみれS（OP）優勝                                        | 抹消 | [ 46 ] |
| 4番仔  | 1997年 | アドラシオン       | 牝 | 栗毛 | ティンバーカントリー | 根岸治男     | 渡辺栄（栗東）     | 12戦1勝  |                                                          | 繁殖 | [ 47 ] |
| 5番仔  | 1998年 | ランプロス         | 牡 | 鹿毛 | トニービン           | 根岸治男     | 鶴留明雄（栗東）   | 4戦0勝   |                                                          | 抹消 | [ 48 ] |
| 6番仔  | 1999年 | アルウェン         | 牝 | 栗毛 | トニービン           | 吉田和美     | 領家政蔵（栗東） → | 9戦1勝   |                                                          | 繁殖 | [ 50 ] |
| 7番仔  | 2000年 |                    | 牡 |      |                      |              |                    |          | 血統登録されず                                           |      | [ 51 ] |
| 8番仔  | 2001年 | アバンサール       | 牡 | 鹿毛 | エルコンドルパサー   | 小林稔       | 川島正行（船橋）   | 3戦0勝   |                                                          | 抹消 | [ 52 ] |
| 9番仔  | 2002年 | マイネルバイファル | 牡 | 青毛 | サンデーサイレンス   | ラフィアン → | 中野隆良（美浦） → | 76戦12勝 |                                                          | 抹消 | [ 56 ] |
| 10番仔 | 2003年 | ショウケイ         | 牡 | 鹿毛 | サンデーサイレンス   | 根岸治男     | 坂口正大（栗東） → | 73戦8勝  | 文知摺特別（5下）優勝                                    | 抹消 | [ 60 ] |
|        | 2004年 | 流産               |    |      | クロフネ             |              |                    |          |                                                          |      | [ 2 ]  |
|        | 2005年 | 不明               |    |      | グラスワンダー       |              |                    |          |                                                          |      | [ 2 ]  |

## 血統
| アドラーブルの血統                            | アドラーブルの血統                  | アドラーブルの血統                  | （血統表の出典）                    | （血統表の出典） |
| 父系                                          | ノーザンテースト系                  | ノーザンテースト系                  | ノーザンテースト系                  | [ § 2 ]          |
| 父 *ノーザンテースト Northern Taste 1971 栗毛 | 父の父Northern Dancer 1961 鹿毛     | Nearctic                            | Nearco                              | Nearco           |
| 父 *ノーザンテースト Northern Taste 1971 栗毛 | 父の父Northern Dancer 1961 鹿毛     | Nearctic                            | Lady Angela                         |                  |
| 父 *ノーザンテースト Northern Taste 1971 栗毛 | 父の父Northern Dancer 1961 鹿毛     | Natalma                             | Native Dancer                       | Native Dancer    |
| 父 *ノーザンテースト Northern Taste 1971 栗毛 | 父の父Northern Dancer 1961 鹿毛     | Natalma                             | Almahmoud                           |                  |
| 父 *ノーザンテースト Northern Taste 1971 栗毛 | 父の母Lady Victoria 1962 黒鹿毛     | Victoria Park                       | Chop Chop                           | Chop Chop        |
| 父 *ノーザンテースト Northern Taste 1971 栗毛 | 父の母Lady Victoria 1962 黒鹿毛     | Victoria Park                       | Victoriana                          |                  |
| 父 *ノーザンテースト Northern Taste 1971 栗毛 | 父の母Lady Victoria 1962 黒鹿毛     | Lady Angela                         | Hyperion                            | Hyperion         |
| 父 *ノーザンテースト Northern Taste 1971 栗毛 | 父の母Lady Victoria 1962 黒鹿毛     | Lady Angela                         | Sister Sarah                        |                  |
| 母 *エコルシュ Ecorche 1982 黒鹿毛            | 母の父Big Spruce 1969 黒鹿毛        | Herbager                            | Vandale                             | Vandale          |
| 母 *エコルシュ Ecorche 1982 黒鹿毛            | 母の父Big Spruce 1969 黒鹿毛        | Herbager                            | Flagette                            |                  |
| 母 *エコルシュ Ecorche 1982 黒鹿毛            | 母の父Big Spruce 1969 黒鹿毛        | Silver Sari                         | Prince John                         | Prince John      |
| 母 *エコルシュ Ecorche 1982 黒鹿毛            | 母の父Big Spruce 1969 黒鹿毛        | Silver Sari                         | Golden Sari                         |                  |
| 母 *エコルシュ Ecorche 1982 黒鹿毛            | 母の母Idmon 1975 栗毛               | Dr.Fager                            | Rough'n Tunble                      | Rough'n Tunble   |
| 母 *エコルシュ Ecorche 1982 黒鹿毛            | 母の母Idmon 1975 栗毛               | Dr.Fager                            | Aspidistra                          |                  |
| 母 *エコルシュ Ecorche 1982 黒鹿毛            | 母の母Idmon 1975 栗毛               | Arachne                             | Intentionally                       | Intentionally    |
| 母 *エコルシュ Ecorche 1982 黒鹿毛            | 母の母Idmon 1975 栗毛               | Arachne                             | Molecomb Park                       |                  |
| 母系(F-No.)                                   | (FN:14-c)                           | (FN:14-c)                           | (FN:14-c)                           | [ § 3 ]          |
| 5代内の近親交配                               | Nearco 4×5、Lady Angela 4･3（父内） | Nearco 4×5、Lady Angela 4･3（父内） | Nearco 4×5、Lady Angela 4･3（父内） | [ § 4 ]          |
| 出典                                          | 1. 2. 3. 4.                         | 1. 2. 3. 4.                         | 1. 2. 3. 4.                         | 1. 2. 3. 4.      |

- 主な近親はプリティーポリー#シスターサラ系を参照